# Transporte Lamar
El transporte Lamar fue un transporte comprado en 1870 por la Compañía SudAmericana de Vapores y entregado en arriendo a la Armada de Chile durante la Guerra del Pacífico.
El 21 de mayo de 1879, cuando se encontraba en Iquique como depósito de carbón, recibió órdenes de abandonar el bloqueo y dirigirse rápidamente al sur, hacia puerto chileno, por parte del capitán Arturo Prat, para evitar que fuese capturado por los buques peruanos Huáscar e Independencia.
Participó en diversos convoyes, incluyendo Mollendo, Pisagua, Pacocha y Pisco.
Desapareció el 14 de julio de 1880, mientras transportaba carbón desde Lota en dirección a Valparaíso. Se cree que se hundió en bajos ubicados en Rapel.